# Долиновка (Голованевский район)
Доли́новка (укр. Долинівка) — село в Гайворонской городской общине Голованевского района Кировоградской области Украины.
До 2020 года входило в Гайворонский район
Население по переписи 2001 года составляло 1053 человека. Почтовый индекс — 26313. Телефонный код — 5254. Код КОАТУУ — 3521181301.

## Уроженцы
- Ковбасюк, Андрей Никитич
- Марчук, Евгений Кириллович